# Mitsutoshi Shimabukuro
島袋 光年
Œuvres principales
- Seikimatsu Leader den Takeshi
- Toriko
- Build King

Mitsutoshi Shimabukuro (島袋 光年, Shimabukuro Mitsutoshi), né le 19 mai 1975 à Naha dans la préfecture d'Okinawa, est un mangaka japonais, connu pour être l'auteur de Toriko.

## Biographie
En 1997, il commence sa première série Seikimatsu Leader den Takeshi!, publiée dans le magazine Weekly Shōnen Jump, pour laquelle il reçoit le prix Shōgakukan dans la catégorie enfant en 2001. En 2002, il est arrêté pour avoir violé les lois relatives à la prostitution infantile. En effet, il est accusé d'avoir payé une mineure de 16 ans en échange de relations sexuelles. Le manga Seikimatsu Leader Den Takeshi! est annulé à la suite du scandale,.
En 2008, il revient avec une nouvelle série au sein du Weekly Shōnen Jump : Toriko. Cette série gagne rapidement du succès et se vend à plus de 8 millions d'exemplaires en 15 volumes. En 2009, le studio Ufotable adapte la série en anime le temps d'un OAV.
En 2011, il dessine avec le célèbre mangaka Eiichiro Oda, auteur de One Piece, un crossover mélangeant les univers de leur manga. La même année, Toriko est adapté en film 3D et, un mois plus tard, commence l'anime sur la chaîne Fuji TV. L'anime s'est arrêté au bout de 147 épisodes retraçant l'histoire de Toriko dans le monde humain, et le manga s'est terminé au bout de 396 chapitres réunis en 43 volumes.

## Œuvres
- 1997 - 2002 : Seikimatsu Leader den Takeshi (24 volumes)
- 2004 : Ring (3 volumes)
- 2008 - 2016 : Toriko (43 volumes)
- 2017 : Prince of Comedy Penpenpen
- 2017 : Chingiri
- 2020 - 2021 : Build King (3 volumes)

## Prix
- Prix Shogakukan